# Jacques Urlus
Jacques Jacobus Urlus (ur. 9 stycznia 1867 w Hergenrath, zm. 6 czerwca 1935 w Noordwijk) – holenderski śpiewak operowy, tenor.

## Życiorys
Dorastał w Tilburgu. W młodości pracował jako robotnik, w zakresie śpiewu był samoukiem. Zadebiutował na scenie w 1894 roku w roli Beppa w Pajacach na deskach opery w Amsterdamie. Następnie podjął studia wokalne u Antona Averkampa, Hugo Noltheniusa i Cornelie van Zantena. Od 1900 do 1914 roku był pierwszym tenorem opery w Lipsku. Występował też w Covent Garden Theatre w Londynie (1911–1914) i w Metropolitan Opera w Nowym Jorku (1913–1917). W kolejnych latach koncertował w Europie i Stanach Zjednoczonych.
Specjalizował się w rolach wagnerowskich, w latach 1911–1912 występował na festiwalu w Bayreuth jako Zygfryd w Walkirii. W 1925 roku wystąpił na festiwalu wagnerowskim w Operze Leśnej w Sopocie. W 1928 roku wziął udział w festiwalu w Salzburgu, gdzie wykonał partię solową w Das Lied von der Erde Gustava Mahlera. Dokonał nagrań płytowych dla wytwórni Pathé, HMV, Polydor i Odeon.
Opublikował swoje wspomnienia pt. Mijn loopbaan (Amsterdam 1930).